# Комсомольский (Курганинский район)
Комсомо́льский — посёлок в Курганинском районе Краснодарского края.
Входит в состав Октябрьского сельского поселения.

## Население
| 2002 | 2010 |
| ---- | ---- |
| 373  | ↘330 |

## Улицы
| - ул. 8 Марта, - ул. Дружбы, - ул. Заречная, | - ул. Комсомольская, - ул. Первомайская, - ул. Почтовая. |